# F’dérik

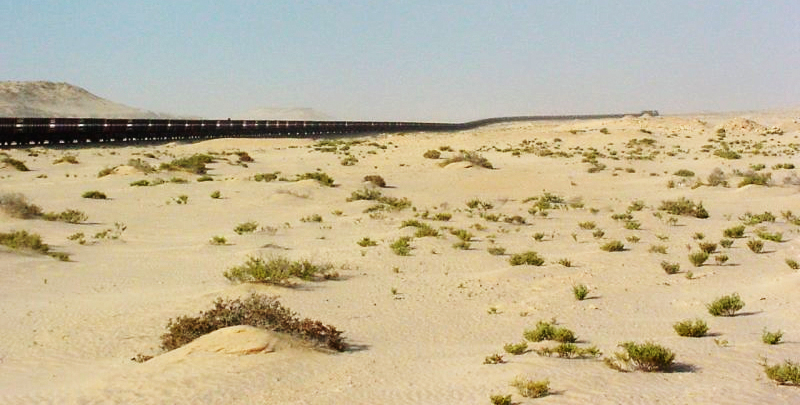
Eisenerzzug von F’dérik nach Nouadhibou

F’dérik (arabisch أفديرك, DMG Afdairik; auch F’Dérick) ist eine Minenarbeiterstadt im Norden Mauretaniens in der Verwaltungsregion Tiris Zemmour, in deren Nähe die größten Eisenerzvorkommen des Landes abgebaut werden. Während der französischen Kolonialzeit hieß der Ort Fort Gouraud.
Zwischen F’dérik und der 30 Kilometer östlich gelegenen Hauptstadt der Region Zouérate erheben sich die schroffen, aus schwarzen Gesteinsbrocken bestehenden Felshügel des Kediet ej Jill (Kédia d’Idjil) aus der flachen Sandebene. Dessen Gipfel ist mit 915 m der höchste Berg Mauretaniens. 1952 begann das multinationale Konsortium Mines de Fer de Mauritanie (MINERFA) mit den Vorbereitungen zum Abbau von Eisenerz in diesem Gebiet. Seit 1963 wird Eisenerz abgebaut und über die Bahnstrecke Nouadhibou–M’Haoudat zum Verladehafen in Nouadhibou gebracht. 1974 wurde die Betreibergesellschaft unter dem Namen Société Nationale Industrielle et Minière (SNIM) nationalisiert.

## Bevölkerung
Die Bevölkerungszahl der Gemeinde hat in den Jahren von 2000 bis 2023 von 4.431 auf 11.623 Einwohner zugenommen. Der Hauptort selbst hat 3317 Einwohner (2023).

## Verkehr
Die Kleinstadt ist auf einer Straße vom 300 Kilometer südlich gelegenen Atar zu erreichen. Das einzige öffentliche Verkehrsmittel ist die Eisenbahn von Nouadhibou über Choum. Nach Norden führt eine etwa 400 Kilometer lange Piste nach Bir Moghrein, dem nördlichsten Ort des Landes. Nach wenigen Kilometern auf dieser Strecke zweigt eine Piste in nordwestlicher Richtung zu den Sebkhet ej Jill, den Salzminen von Idjil ab. Mehrere Berber-Stämme transportierten in vorkolonialer Zeit Salz mit Kamelkarawanen von hier nach Marokko im Norden und nach Süden über Chinguetti, Tichitt und Oualata bis an den Niger. Der Flugplatz F’dérik liegt westlich des Ortes.